# Nécropole de Palastreto

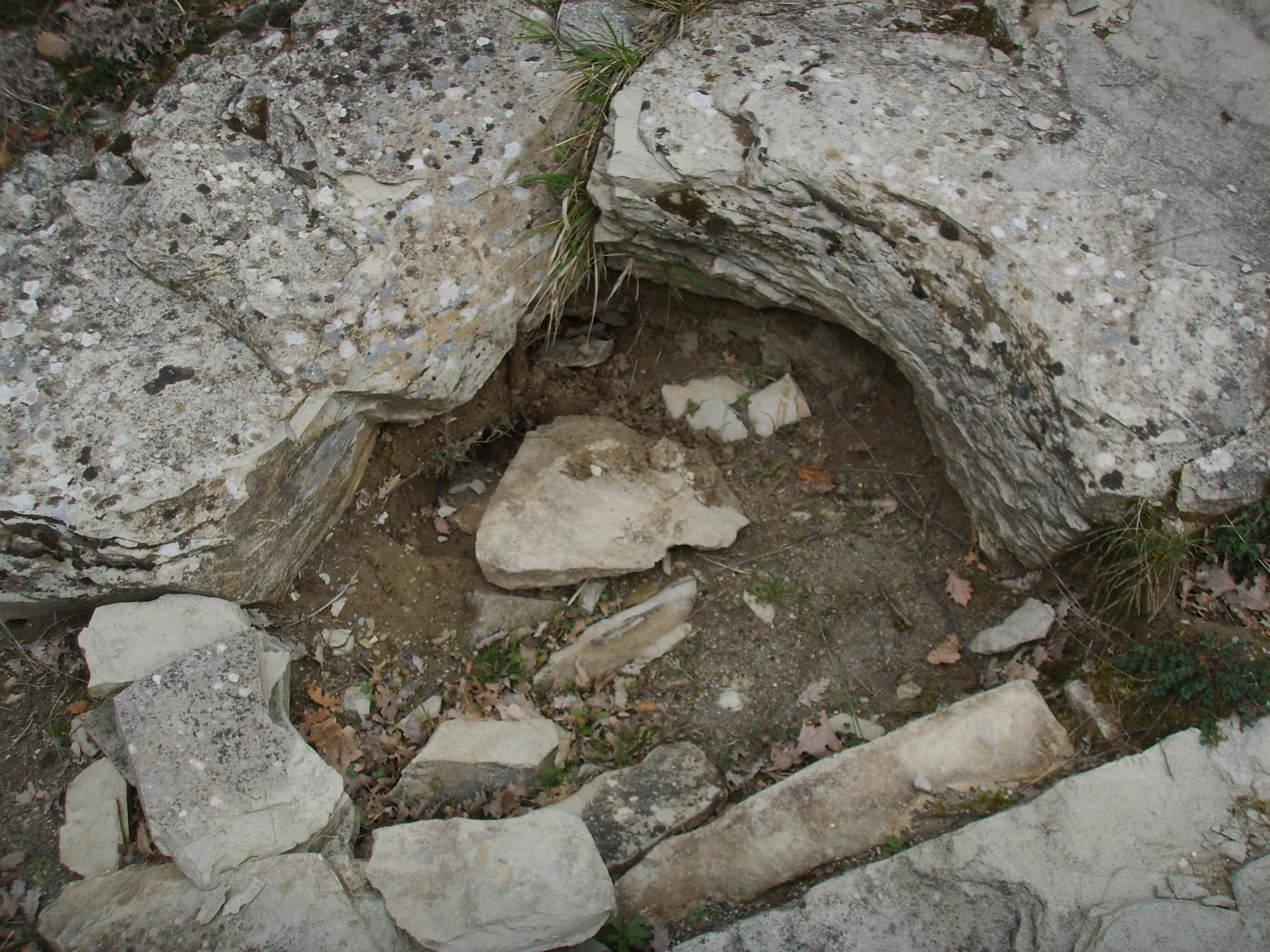
Le petit puits de forme carrée.

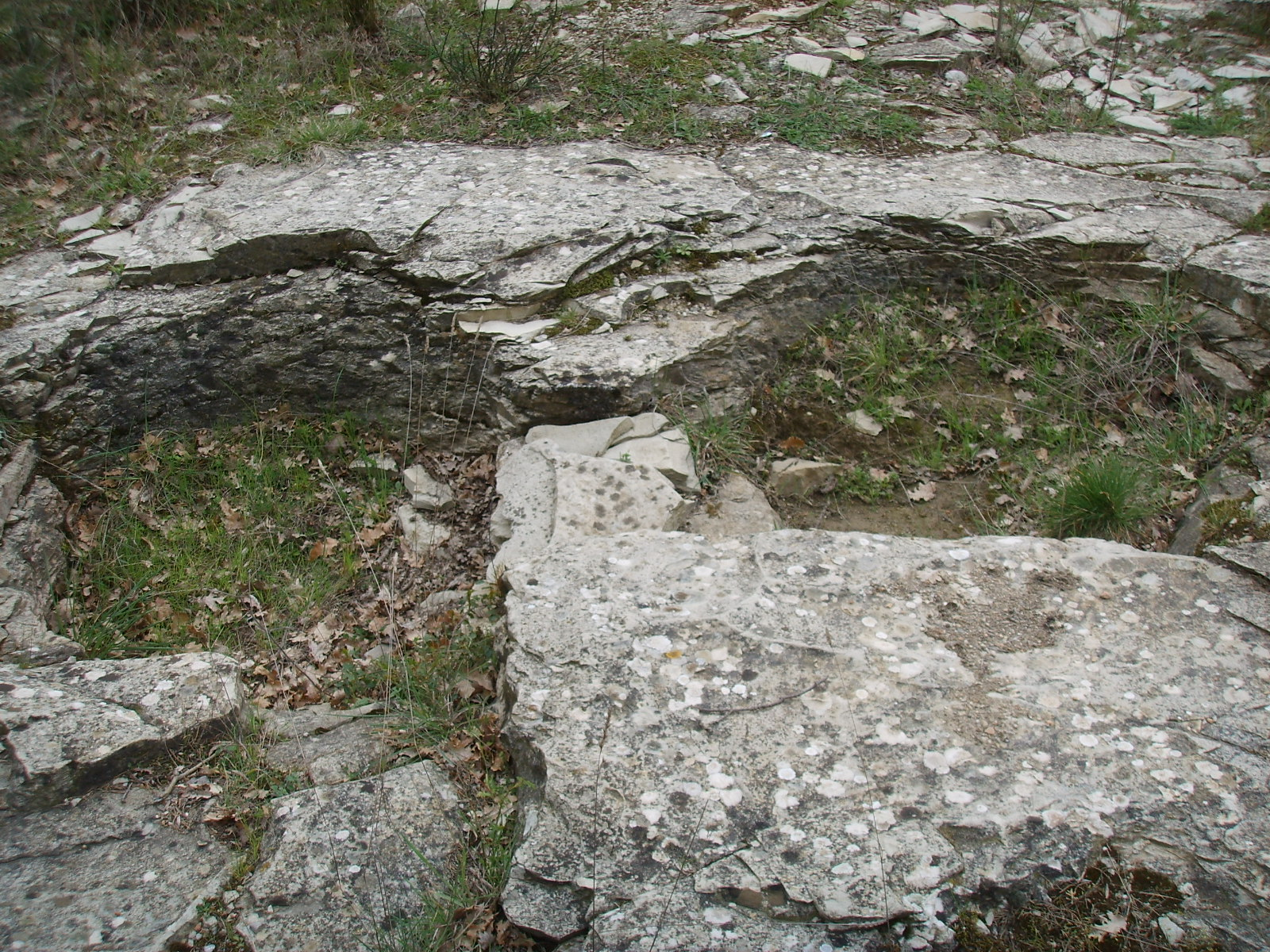
Puits géminés.

La nécropole de Palastreto (italien : necropoli di Palastreto) est une nécropole étrusque datant du VIIIe siècle av. J.-C., située dans la frazione Quinto Fiorentino de Sesto Fiorentino, dans la province de Florence, en Toscane (Italie). 

## Description
La nécropole a été utilisée par plusieurs villages étrusques de la région entre les VIIIe et VIe siècles av. J.-C. La période plus ancienne est constituée par les sépultures à puits, contenant les urnes des cendres des défunts, souvent accompagnées d'objets votifs ou symboliques.
À noter la présence de quelques petits puits géminés, séparés uniquement par une fine paroi en pierre (peut-être destinés à accueillir les restes d'individus d'une même famille).
Les sépultures plus grandes et tardives sont revêtues de roche sur la totalité de leur surface intérieure. Une en particulier de forme carrée a une profondeur importante et était sûrement destinée à recueillir plusieurs urnes.
Actuellement les trous sont recouverts. Les vestiges trouvés sont conservés à Florence et à Sesto Fiorentino. La zone est ouverte au public.